# Collocazione (biblioteconomia)
In biblioteconomia, il termine collocazione indica il processo di assegnazione di una posizione univoca a ogni singolo elemento (periodico, manoscritto, documento, ecc.) di una raccolta libraria all'interno degli spazi di una biblioteca. Tale posizione è rappresentata e individuata, in modo univoco, da una serie di simboli alfanumerici, un codice chiamato «segnatura di collocazione» e individuato secondo precise modalità. La segnatura, in genere, viene riportata sia sull'oggetto collocato sia negli indici allestiti dalla biblioteca (i cataloghi accessibili al pubblico, l'inventario, il catalogo topografico).
L'operazione consistente nel collocare i libri negli spazi a loro destinati è chiamata anch'essa "collocazione" ed è una delle fasi in cui si articola la gestione delle collezioni di una biblioteca.

## Tipi di collocazione
Esistono vari tipi di collocazione, che possono convivere in una medesima istituzione: la collocazione sistematica, quella per numero sequenziale di accesso, la collocazione fissa, a scaffale aperto, a scaffale chiuso, in magazzino, orizzontale, verticale, parallela, bibliometrica, per formato, ecc.

### Sistemi a scaffale chiuso
In tali sistemi non è previsto che l'utente possa accedere direttamente alla risorsa. È compito del personale interno procurare l'opera richiesta. Le tipologie più adottate sono:
- Collocazione fissa: ogni libro ha una collocazione precisa, che indica: la stanza, lo scaffale e il palchetto;
- In magazzino: l'opera è stata trasferita in un'altra struttura, o perché non è frequentemente richiesta oppure perché appartiene a un fondo bibliografico.

### Collocazione a scaffale aperto

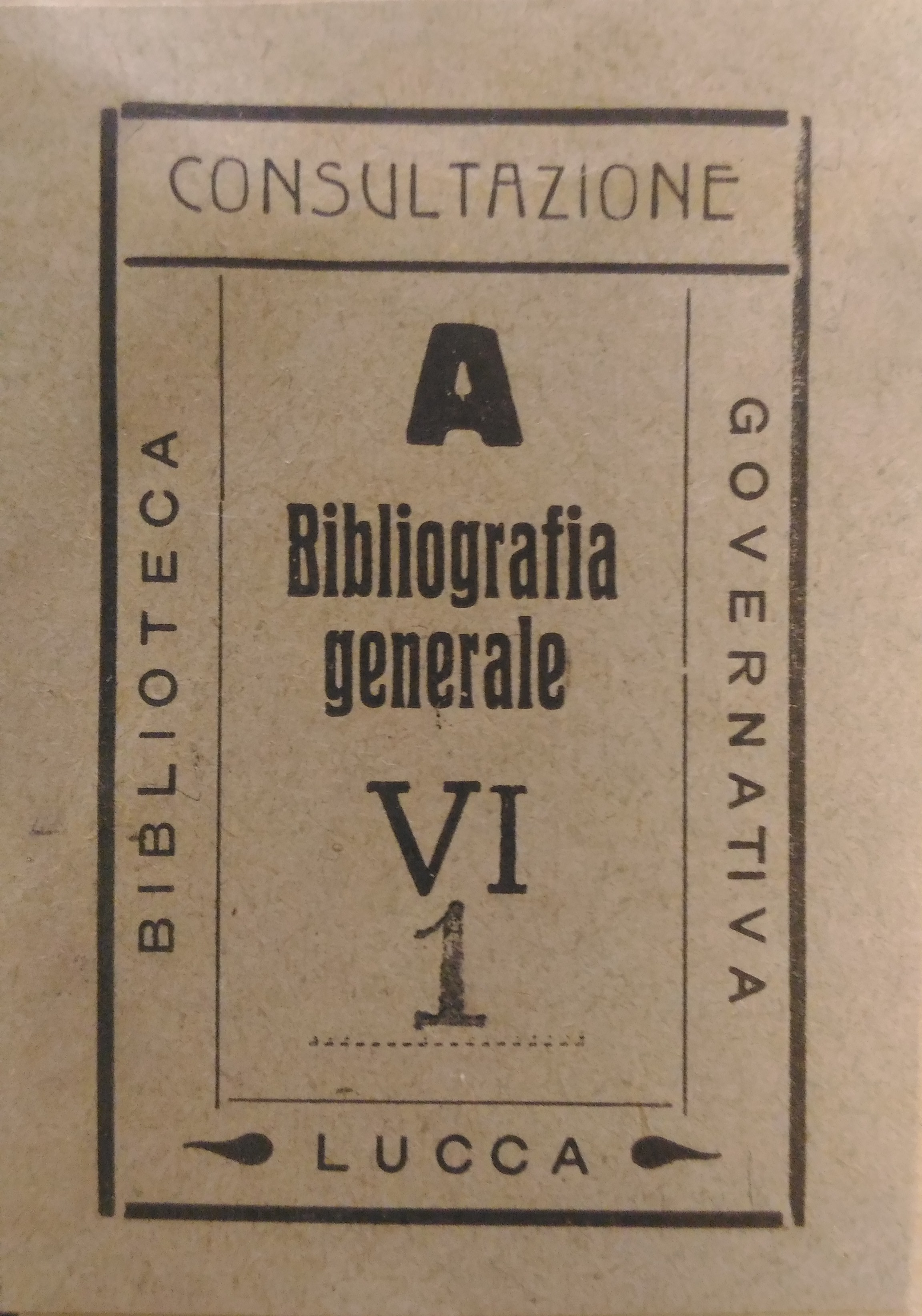
Esempio di cartellino di collocazione per una sala a scaffale aperto. La collocazione è fissa, ma con un elemento semantico.

Le opere sono esposte nelle sale di consultazione. All'utente è sufficiente conoscere la segnatura per prelevare autonomamente l'opera che gli interessa. Le biblioteche che adottano la disposizione dei volumi a scaffale aperto, devono disporre i materiali in un ordine che permetta ai lettori di orientarsi, anche fisicamente. In genere ciò avviene utilizzando una collocazione secondo l'ordine classificatorio. In tal caso, la localizzazione del libro sarà dettata dallo stesso codice di classificazione bibliotecaria, che finisce per assolvere sia alla funzione di classificazione sia a quella di collocazione.

Le tipologie più diffuse sono:
- Collocazione sistematica: i libri sono ordinati per materia, seguendo il sistema Dewey (da 000 a 999). La segnatura riporta sempre due dati: il codice Dewey e prime tre lettere del cognome dell'autore;
- Collocazione parallela: i libri esclusi dal prestito sono collocati separatamente dagli altri per essere riconoscibili dagli utenti. Anche la segnatura è diversa, premettendo alla notazione una lettera.

#### Biblioteca Warburg
Un cenno particolare meritano i peculiari criteri di collocazione adottati da Aby Warburg per la sua famosa biblioteca (ora Warburg Institute), quasi del tutto a scaffale aperto, secondo un progetto tematico da lui ideato e portato avanti insieme ai suoi collaboratori, nel quale sono ignorati i dettami delle disciplina della biblioteconomia per favorire l'incontro casuale del lettore con libri che trattano temi analoghi a quello che si cercava, permettendo l'esplorazione e il confronto con percorsi diversi in un'ottica interdisciplinare.